# Ioan Nistor
Ioan Nistor (n. 5 decembrie 1948, Prilog, comuna Orașu Nou, județul Satu Mare) este un scriitor român. 

## Studii
- Liceul Teoretic Negrești-Oaș (1965);
- Facultatea de Filologie Baia Mare (1971);
- Universitatea Babeș-Bolyai Cluj (1979).

## Volume publicate
- În umbra ipotezei, versuri, Editura Litera, București, 1989
- Scara dintre cuvinte, versuri, Editura Timpul Iași, 1998
- Elegiile maligne. Jurnalul unui poem nescris, versuri, Editura Solstițiu, Satu Mare, 2000
- Floarea de asfalt, versuri, Editura Axa, Botoșani, 2001
- Vertebrele strigătului, versuri, Editura Dacia, Cluj-Napoca, 2003
- La granița cu Steaua Polară - o schiță sentimentală a Țării Oașului, eseu etnofolcloric, în albumul Țara Oașului,Ștefan Iancu, Satu Mare, 2006
- Metamorfoze, versuri, Editura Emia, Deva, 2007, ilustrații de Corneliu Pop

## Activitate literară
- Debut absolut: 1973, în "Cronica sătmăreană" cu poezia Brazii
- Colaborări: Steaua, Tribuna, Familia, Vatra, Ramuri, Luceafărul, Flacăra, Poesis, Convorbiri literare, Viața Românească, Poezia, artPanorama, Unu, Hyperion, Nord Literar, Echipa etc.  (cu poezie); Steaua, Poesis, Convorbiri literare, Informația zilei, Ziua, România liberă etc. (cu eseuri, cronici literare, articole de atitudine civică).
- Membru fondator al săptămânalului de cultură "Solstițiu", Satu Mare (1990-1993).
- Membru fondator și secretar de redacție al revistei de cultură "Echipa" (1998-2003), editată de Casa Corpului Didactic Satu Mare.
- Semnătura de bază: Ioan Nistor. Foarte rar: Ion Nistor, I. Nistor, Ion D. Nistor, Ioan P. Nistor, Ioan Nicolae Nistor. Fără pseudonime.
- Premii literare:

1984 - Premiul revistei "Steaua" la Festivalul de poezie Afirmarea, Satu Mare;
2004 - Premiul internațional pentru poezie Corona Carpatica, Muncaci, Ucraina;
2005 - Premiul pentru volumul Vertebrele strigătului, la Festivalul internațional de poezie -  Sighetu Marmației; etc.
- În antologii:
- Afirmarea, 1978, 1980, 1982;
- Antologia poeților ardeleni contemporani. Autori: Eugeniu Nistor, Iulian Boldea, Editura Ardealul, 3003;
- Cuvinte.  Almanah literar 2006, Casa Cărții de Știință, Cluj-Napoca, 2006.
- Membru al Uniunii Scriitorilor din România, Filiala Cluj.